# Sericesthis parallela
Sericesthis parallela är en skalbaggsart som beskrevs av Blackburn 1890. Sericesthis parallela ingår i släktet Sericesthis och familjen Melolonthidae. Inga underarter finns listade i Catalogue of Life.